# Idaea lactea
Idaea lactea är en fjärilsart som beskrevs av Edward Alfred Cockayne 1946. Idaea lactea ingår i släktet Idaea och familjen mätare. Inga underarter finns listade i Catalogue of Life.